# Pseudanthias smithvanizi
Pseudanthias smithvanizi es una especie de peces de la familia Serranidae en el orden de los Perciformes.

## Morfología
• Los machos pueden llegar alcanzar los 9,5 cm de longitud total.

## Hábitat
Es un pez  de mar de clima tropical y asociado a los  arrecifes de coral que vive entre 6-70 m de profundidad.

## Distribución geográfica
Se encuentra desde las Islas Cocos hasta las Filipinas, la Gran Barrera de Coral, República de Palau y el sur de las Islas Marshall